# دستغردو
دستغردو هي قرية في مقاطعة أصفهان، إيران. عدد سكان هذه القرية هو 11 في سنة 2006.